# (541127) 2018 RL26
(541127) 2018 RL26 es un asteroide perteneciente al cinturón de asteroides descubierto el 11 de abril de 2011 por el equipo del Mount Lemmon Survey desde el Observatorio del Monte Lemmon, Arizona, Estados Unidos.

## Designación y nombre
Designado provisionalmente como 2018 RL26.

## Características orbitales
2018 RL26 está situado a una distancia media del Sol de 3,081 ua, pudiendo alejarse hasta 3,331 ua y acercarse hasta 2,830 ua. Su excentricidad es 0,081 y la inclinación orbital 11,07 grados. Emplea 1975,55 días en completar una órbita alrededor del Sol.

## Características físicas
La magnitud absoluta de 2018 RL26 es 16. 